# Peter Widensky
Peter Eduard Adolf Maria Widensky (* 8. August 1933 in Wien; † 26. Februar 2015 ebenda) war ein österreichischer Kirchenmusiker und Musikologe. Sein besonderes Interesse galt der Aufführungspraxis Alter Musik auf historischen Instrumenten, die er als Interpret vorführte und als Hochschullehrer vermittelte.

## Leben und Wirken
Peter Widensky wurde am 8. August 1933 in Wien geboren. Er absolvierte ein Studium der Mathematik an der Universität Wien sowie weitere Studien an der Musikhochschule Wien. Von 1957 bis 1990 war er als Lehrer für Mathematik, Physik und Sport am Bundesgymnasium GRG 12 Erlgasse bzw. ab 1972 in dessen Expositur BRG XII, Singrienergasse 19–21, im 12. Wiener Gemeindebezirk Meidling tätig. Als Oberstudienrat ging er zum 1. März 1990 in den Ruhestand.  Peter Widensky starb im März 2015 im Alter von 81 Jahren. Er fand seine letzte Ruhestätte auf dem Neustifter Friedhof im Wiener Gemeindebezirk Währing.

### Kirchenmusiker und Fachmann für Alte Musik
Neben seiner beruflichen Tätigkeit war Widensky 30 Jahre als Kirchenmusiker tätig; er war unter anderem Organist an der Christkönigskirche im Wiener Stadtteil Pötzleinsdorf. Deren neue Orgel wurde nach den Klangvorstellungen von Widensky geplant und erhielt eine neubarocke Disposition.
Insbesondere die Alte Musik interessierte ihn, und er empfing diesbezüglich Impulse und Motivation von Josef Mertin und René Clemencic. Nach Studien auf alten Instrumenten begann er im Jahr 1960 mit einer Konzerttätigkeit, wobei er nicht nur als Solist auftrat, sondern auch bei verschiedenen Ensembles für Alte Musik mitwirkte, wie beispielsweise dem Clemencic Consort. Sein besonderes Forschungsinteresse galt der Aufführungspraxis auf Tasteninstrumenten der Renaissance und des Barock, mit einem Schwerpunkt auf dem Repertoire der Orgelmusik des österreichischen Raumes bis zum Beginn des 19. Jahrhunderts.
Er wirkte bei verschiedenen Symposien und Sommerakademien mit und wurde im Jahr 1978 Lehrbeauftragter am Institut für Musikwissenschaft der Universität Salzburg und am Institut für Organologische Forschung (heute: Zentrum für Orgelforschung) der Hochschule für Musik und Darstellende Kunst Wien.
Widensky war an diversen Schallplatten- und Rundfunkproduktionen zum Thema Alte Musik auf historischen Instrumenten beteiligt. So spielte er nach der Restaurierung eines über 400 Jahre alten Claviorganums, das 1591 von dem Innsbrucker Orgelbauer Josua Pockh erbaut wurde und heute im Salzburger Dommuseum gezeigt wird, auf diesem Instrument eine Langspielplatte mit historischen Musikstücken ein. An der Hörstation Claviorganum im Salzburger Dommuseum können Ausstellungsbesucher vier von Widensky interpretierte Stücke aus der Linzer Orgeltabulatur (1611/1613) anhören.

## Ehrungen
Am 22. Juni 1990 wurde Widensky für seine Verdienste um die Vermittlung alter Musik auf alten Instrumenten im universitären Bereich und als Interpret mit dem Österreichischen Ehrenkreuz für Wissenschaft und Kunst I. Klasse geehrt. Die Verleihung fand im Palais Ferstel statt.

## Publikationen (Auswahl)
- Die Stimmung der neuen Orgel. In: Die italienische Orgel bei St. Erhard im Nonntal. Festschrift zur Orgelweihe, Salzburg 1984 o. S. [26–27.]

## Einspielungen (Auswahl)
auf historischen Instrumenten
- Peter Widensky spielt an der Barockorgel Pöllau 1739. Musik des 17. und 18. Jahrhunderts aus der Steiermark. PolyGram, CD 8847556-2
- Das Claviorganum gespielt von Peter Widensky. LP, harmonia mundi, HM 823 A, 1987
- Musik aus Kärntner Quellen auf der Klagenfurter Tischorgel. CD[8][9]

mit dem Ensemble Clemencic Consort
- Peter Widensky bei Discogs